# 拉塞博里城堡

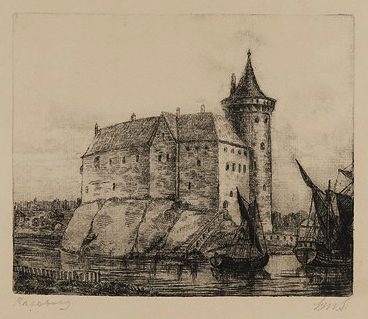
拉塞博里城堡在16世纪时可能的外貌，画于1880年

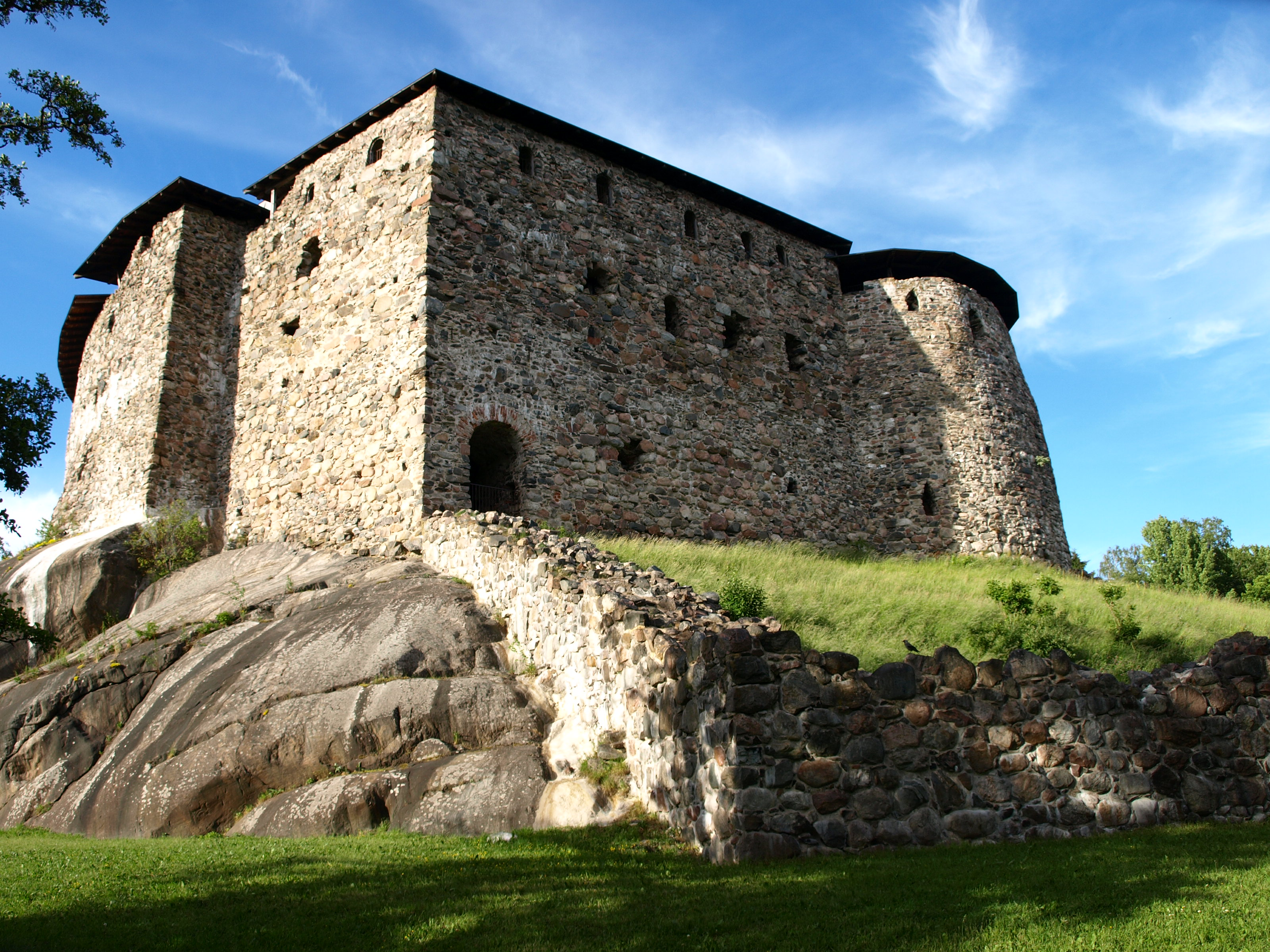
拉塞博里城堡遗迹

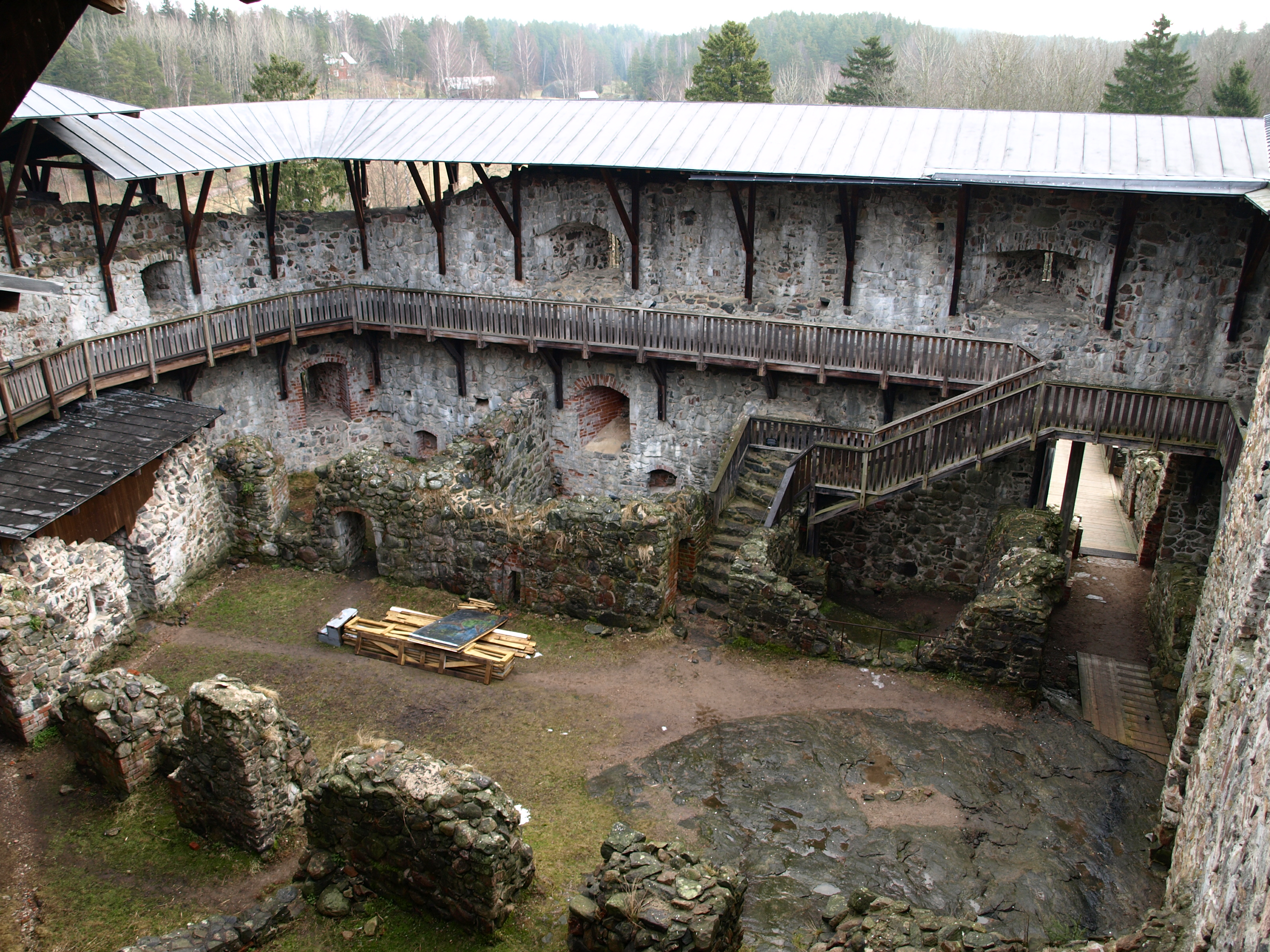
拉塞博里城堡内院

拉塞博里城堡（瑞典語：Raseborgs slott）是一座位於芬蘭城市拉塞博里的中世纪城堡。据信城堡的第一阶段是在1373到1378年间的某个时间完成的。有关城堡的最早的文献记录是在1378年出现的。建立城堡的主要目的是为对抗汉萨同盟城市塔林来保护瑞典在芬兰南部的利益。城堡原先是建在位于海湾北部的一个小岛上的。历史学家认为城堡是从14到16世纪的三段不同时期内建造的。
城堡的布局像一个大写的D字母，在一个角落的圆形厚墙的碉堡和D字母直线部分构成城堡主楼，中间为内院。城堡以前还有环绕外院的边墙。边墙以前曾有过一个方塔和一个瓮城。
现今还能看到一些边墙的遗迹。历史学家认为边墙的作用是用来保护城堡本身的地基。当火炮变得越来越普遍时，保护城堡本身的外墙也愈显重要。以前还有一层屏障来保护城堡，那就是环绕城堡的木制栏杆，用来防止敌人的船只进入城堡的港口。至今还能见到这些栏杆的一小部分。现在这些栏杆位于陆地上，但在15世纪时它们是位于海边的半岛上的。由于冰川期后陆地上升，从海里乘船到城堡就变得越来越困难。这也是城堡丧失其重要性的主要原因之一。
中世纪时在瑞典和丹麦军队之间，甚至在海盗之间为夺取城堡的控制权而发生过多次战争。在赫尔辛基1550年建城的三年后，城堡在1553年被放弃，因为赫尔辛基在战略上变得更为重要。在1890年代开始修复城堡。最近的一次维修是在1988年完成的。但至今不太清楚城堡原先的外貌具体是如何的。现在城堡遗迹对公众开放。
在城堡遗迹的附近现在有一个芬兰大型的夏天剧院。该夏天剧院成立于1966年，每年七月份在此用瑞典语上演经常与城堡历史相关的表演。